# 艾哈迈德·焦阿迪
艾哈迈德·焦阿迪（阿拉伯语：أحمد الجوادي，2005年5月30日—），突尼斯男子游泳运动员，2022年非洲锦标赛男子400米自由泳、男子1500米自由泳金牌得主、男子800米自由泳银牌得主和男子200米自由泳铜牌得主、2024年世界短池锦标赛男子1500米自由泳金牌得主。